# 正法寺 (佐渡市)
正法寺（しょうぼうじ）は、新潟県佐渡市泉甲にある曹洞宗の寺院。世阿弥の配所として知られる寺院で、山号は瑞泉山、本尊は釈迦如来。 

## 歴史
鎌倉時代の1324年（正中元年）に和泉村の城主の本間家の菩提寺として建立された。本堂は、1721年（享保6年）建築で、1897年（明治30年）改修されている。観音堂は、1700年代前半の建築である。護国蔵は経蔵で、1704年（宝永元年）の建築で、1795年（寛政7年）と1897年（明治30年）の2度、改修されている。蔵は、1802年（享和2年）の建築で、1897年（明治30年）に改修されている。鐘楼は、1820年（文政3年）建築で、1898年（明治31年）改修されている。山門の建築年代は江戸後期とされる。

## 境内
佐渡に配流された世阿弥は、長谷寺に立ち寄ったのち、当初の配所先は万福寺であったが、戦乱のため、本寺に遷ったとされ、境内を入った山門脇には、世阿弥の腰掛け石が残されている。寺宝として、鎌倉時代後期の制作と推定される、新潟県内最古の「神事面べしみ」（しんじめんべしみ）を保管しており、世阿弥が干ばつの年に着用して舞ったところ大雨が降ってきたといわれ、以来雨乞いの面として用いられるようになったと伝えられている。
境内にはこのほか、青野季吉と松本清張による句碑があるが、いずれも世阿弥を詠んだ句が刻まれている。

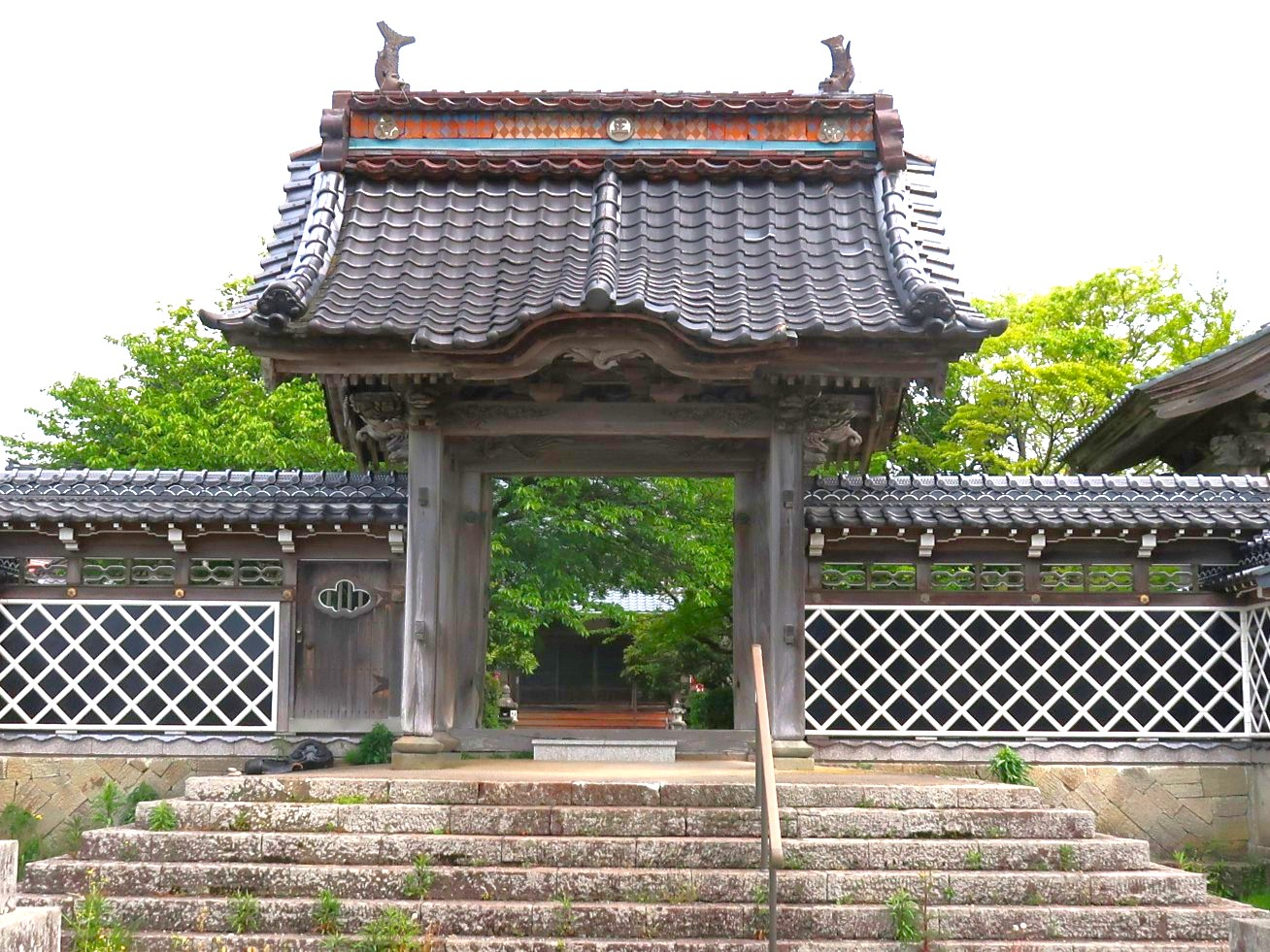
山門
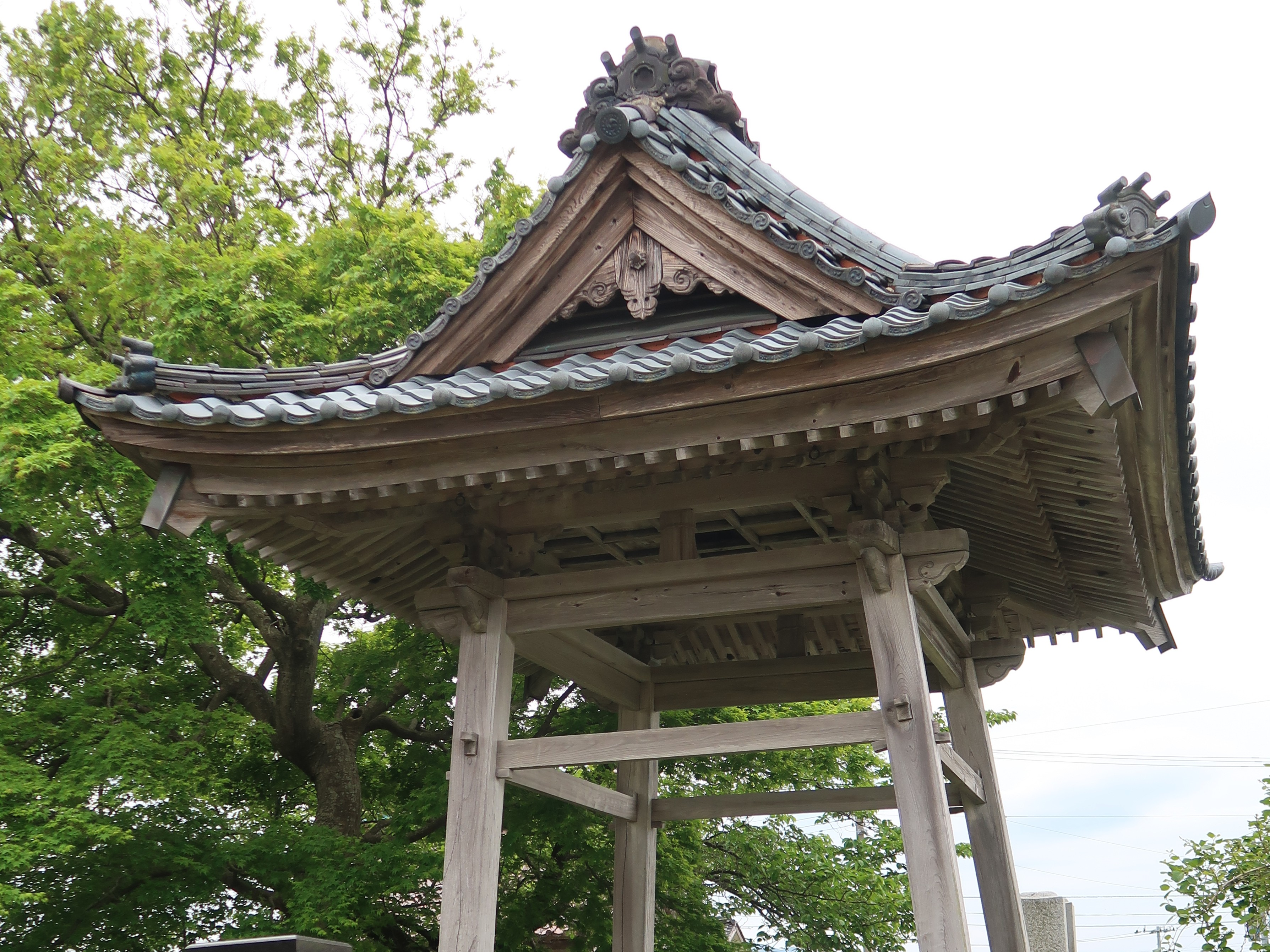
鐘楼
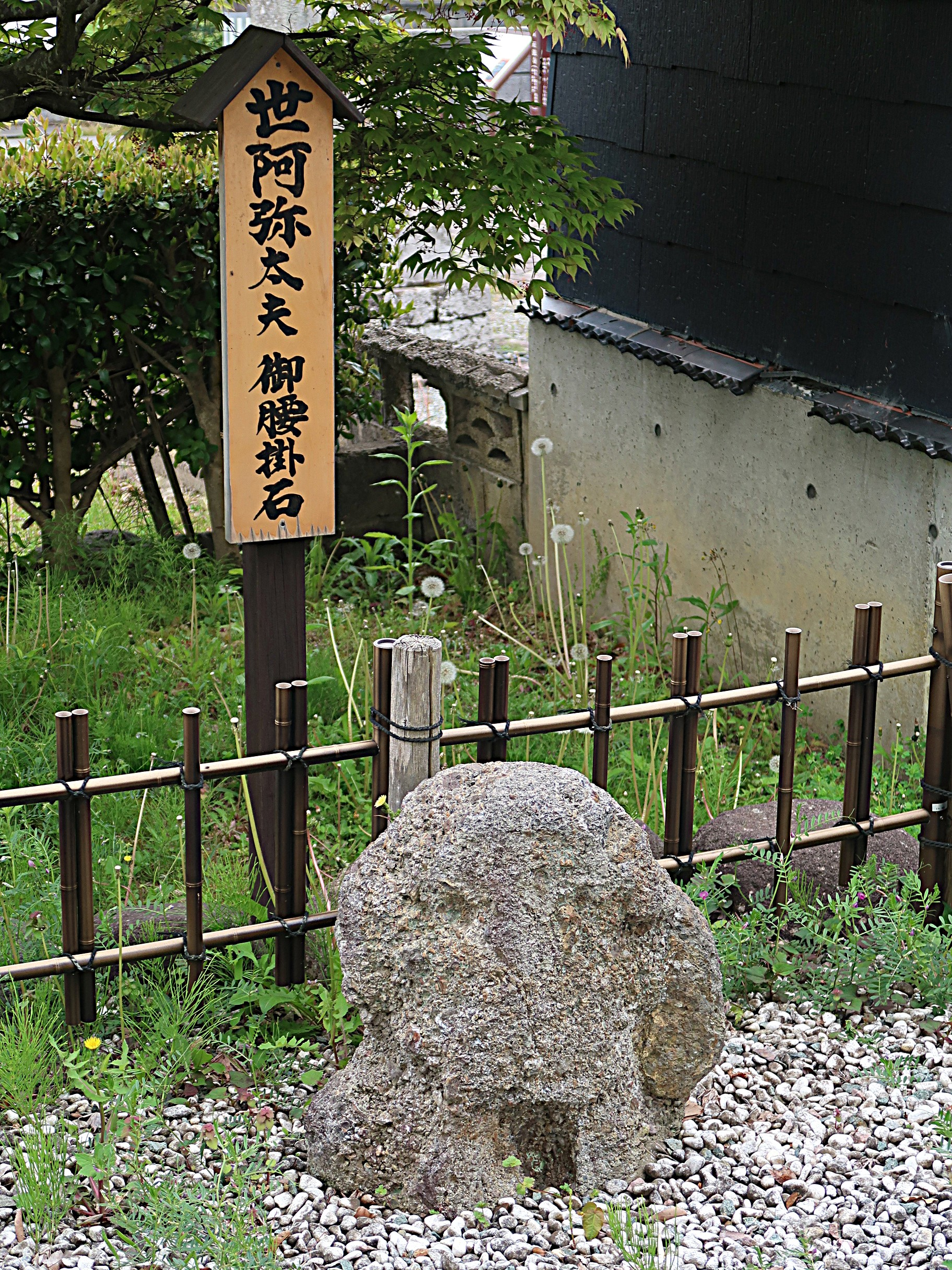
世阿弥の腰掛け石
青野季吉による句碑
松本清張による句碑

## 文化財
本堂、観音堂、護国蔵、蔵、鐘楼、山門の6棟が登録有形文化財となっている。

## 行事
例年6月、世阿弥を偲ぶ奉納能として、本堂を舞台に、ろうそくの灯りの中で能が舞われる「正法寺ろうそく能」が行われる。この時に「神事面べしみ」の一般公開が行われる。

## 交通アクセス
- 新潟交通佐渡 本線「泉」バス停より徒歩5分[8]。